# Partido Pirata (Croacia)
El Partido Pirata (en croata: Piratska Stranka), o Piratas (en croata: Pirati) fue un partido político en Croacia fundado en marzo de 2012 y la sección croata del movimiento International de Partidos Pirata. Sigue el ejemplo del Partido Pirata Sueco como parte de la sociedad de la información y lucha por la libertad de información y la protección de la privacidad. El partido fue removido del registro estatal de partidos políticos en 2018.

## Resultados electorales

### Parlamento Europeo
| Elección | # de votos generales | % de voto general | # de escaños generales obtenidos | Posición |
| -------- | -------------------- | ----------------- | -------------------------------- | -------- |
| 2013     | 8.345                | 1,13              | 0/12                             | 12º      |
| 2014     | 3.623                | 0,39              | 0/11                             | 13º      |